# Roy Crane
Royston Campbell Crane (* 22. November 1901 in Abilene (Texas); † 7. Juli 1977) war ein US-amerikanischer Comiczeichner und ein Pionier des klassischen Abenteuercomics.
Ab 1920 war Crane an der Chicago Academy of Art, ging dann nach New York City und wurde dort Assistent des Cartoonisten H.T. Webster für die Zeitung New York World. Sein erster eigener Gag-Comic Music for the Ear war kein Erfolg. Dies änderte sich mit dem ab 1924 erschienenen Comic-Strip Wash Tubbs. Anfangs noch stark humoristisch geprägt, entwickelte sich die Serie zu einem Abenteuer-Comic, womit Crane zu den Gründungsvätern dieses Genres gehört. Ab 1929 kam die heldenhafte Figur Captain Easy hinzu, welche schnell populärer wurde als Wash Tubbs selbst. Crane beendete die Serie wegen Unstimmigkeiten mit seinem Syndikat, startete aber 1943 den Strip Buz Sawyer um einen Navy-Piloten im Zweiten Weltkrieg. In dieser prämierten Serie wechseln spannende mit komischen Elementen. In Deutschland erschienen Cranes Arbeiten lediglich in der Serie Comics – Weltbekannte Zeichenserien (Band 1 und 7).

## Preise & Auszeichnungen (Auswahl)
- 1950: Reuben Award für Buz Sawyer
- 1974: Yellow Kid
- 2001: The Will Eisner Award Hall of Fame